# العلاقات الجزائرية الكندية
تشير العلاقات بين الجزائر وكندا إلى العلاقات بين جمهورية الجزائرية الديمقراطية الشعبية وكندا. ولدى كندا سفارة في الجزائر العاصمة. ولدى الجزائر سفارة في أوتاوا وقنصلية في مونتريال. واعترفت كندا بالجزائر بعد استقلالها عن فرنسا في عام 1962، وأنشئت علاقات دبلوماسية رسمية بعد ذلك بعامين في عام 1964.

## الزيارات الثنائية
في عام 2006، زار الحاكم العام ميكائيل جان الجزائر كجزء من جولة في أفريقيا، حيث عززت الشراكة بين كندا والجزائر في المساعدة في التنمية الأفريقية. في عام 2010 زار الرئيس الجزائري عبد العزيز بوتفليقة كندا للمشاركة في قمة مجموعة الثمانية في موسكوكا. زار لورانس كانون، وزير الخارجية، الجزائر في يناير / كانون الثاني 2011 والتقى بنظيره الجزائري وزير الشؤون الخارجية مراد مدلسي.

## النشاط الاقتصادي
تعد الجزائر أكبر شريك تجارى لكندا في افريقيا. هناك اختلال تجاري كبير بين الجزائر وكندا لصالح الجزائريين. وبلغت الصادرات الكندية إلى الجزائر 352 مليون دولار في عام 2010، معظمها من المنتجات الزراعية مثل القمح، بينما بلغت قيمة الواردات الكندية من الجزائر 3.8 مليار دولار، منها 99٪ من النفط الخام.

## الهجرة
يبلغ عدد الجالية الجزائرية في كندا حوالي 50,000 شخص يقيم معظمهم في مونتريال وحولها. طيران الجزائر يعمل على متن رحلة يومية واحدة من مونتريال إلى الجزائر لخدمة هذا السوق.

## الأمان
ادعت الجزائر أن اثنين من الكنديين كانوا من بين المسلحين الجهاديين المسؤولين عن احتجاز رهينة في محطة غاز طبيعي في عين أميناس في كانون الثاني / يناير 2013. وبدأت كندا تحقيقاتها الخاصة. وفي آذار / مارس، أكدت الحركة أن جثة كندية قد عرفت بأنها ذات صلة بالهجوم. وقد تباطأ التحقيق بسبب عدم مشاركة كندا والجزائر في المعلومات الاستخباراتية.